# Gaston Virebent

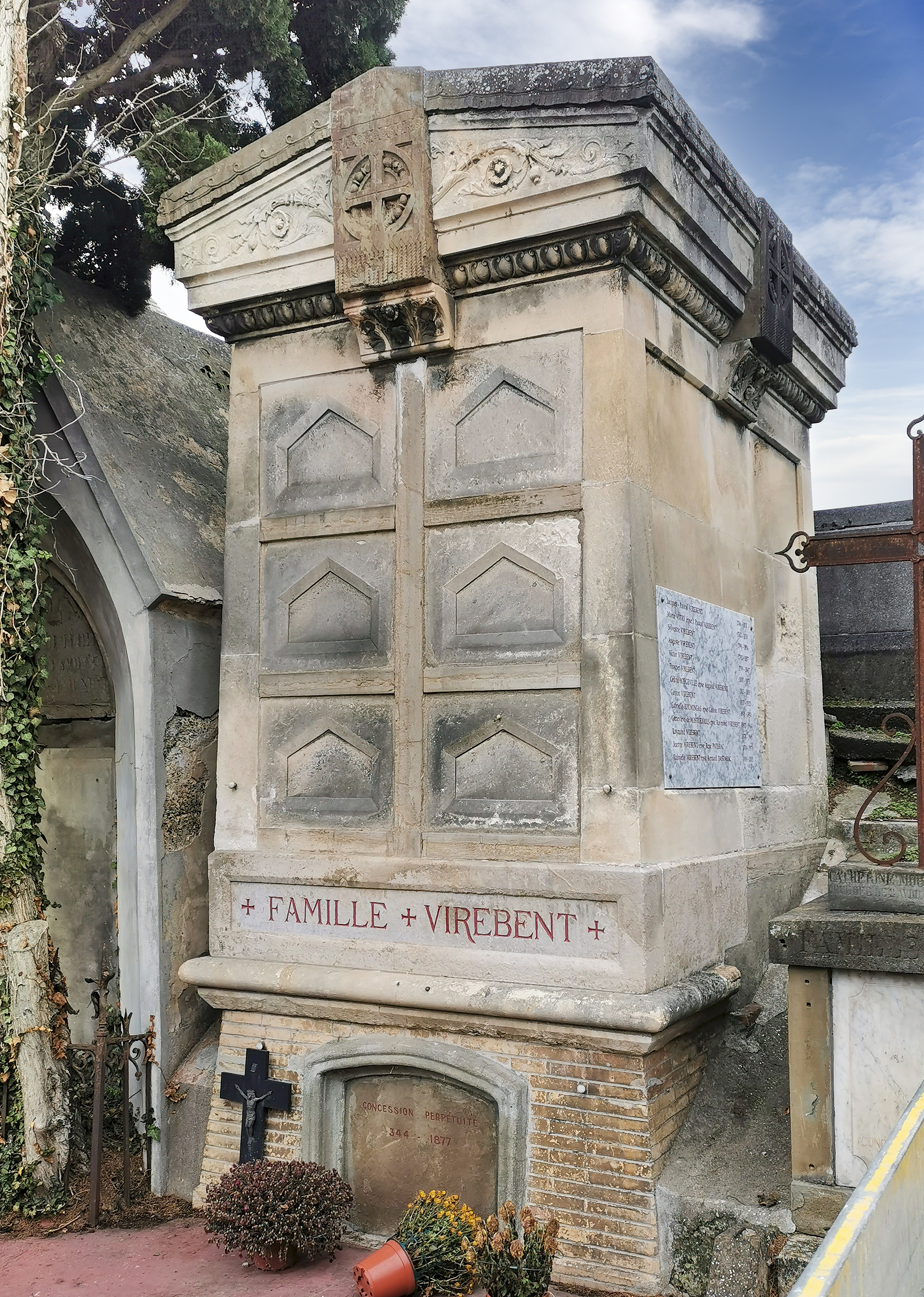
Su tumba en Toulouse

Gaston Virebent (Toulouse, 27 de junio de 1837 - Launaguet, 6 de marzo de 1925) fue un grabador y ceramista francés. 

## Biografía
Hijo mayor del arquitecto Auguste Virebent y Jeanne Céline Miegeville. Tras estudiar en la Escuela Superior de las Bellas Artes de Toulouse, se formó en París con el ornamentalista Michel Liénard y en el taller del esmaltador Joseph Devers. 
Esta formación continuó con un viaje a Italia del que trajo muchos cuadernos cubiertos de bocetos de los que se inspirará a lo largo de su vida. 
En 1869 se casó con Gabrielle Roumengas con quien tuvo 6 hijos, incluidos dos varones: Raymond (1874-1965) y Henry (1880-1963) quienes continuaron, por separado, el trabajo de su padre. 

## Obras
Poco después de la muerte de su padre (1857), Gaston Virebent se hizo cargo de la fabricación de Miremont en Launaguet, que dirigió desde 1861, dándole nuevas pautas. 
Decorador y ceramista dio preferencia a la estatuaria religiosa (con la ayuda del escultor Clerc) y al mobiliario sagrado (altar, púlpito, baptisterio...) Muchas iglesias del sur de Francia llevan la marca de los talleres de Gaston Virebent: 
- Tímpano en Iglesia de Nuestra Señora de la Dalbade
- Altar mayor y la Virgen Negra de la Basílica de la Dorada de Toulouse.
- Iglesia de Launaguet y Saint-Jean
- Calvario de Verdelais

Pero también el tímpano de la iglesia de Saint-Denis de la Réunion o la decoración cerámica de la iglesia de Sainte-Clotilde en París. Gaston Virebent también dotado de follaje entrelazado con putti esmaltados, inspirado en el Renacimiento italiano, los castillos de Villebrumier, Pibrac, Lavelanet. Los de Pompignan y Hinx vieron sus comedores panelados con platos y paneles decorativos de cerámica azul. 
De su maestro Lienard, mantuvo el gusto por las composiciones eclécticas complejas que le permitieron aumentar el catálogo de la fabricación de muchos modelos de chimeneas monumentales pintorescas. Cuando murió en 1925, su hijo Raymond se hizo cargo de la fábrica, mientras que Henri fundó una fábrica de cerámica industrial en Puy-l'Évêque. 

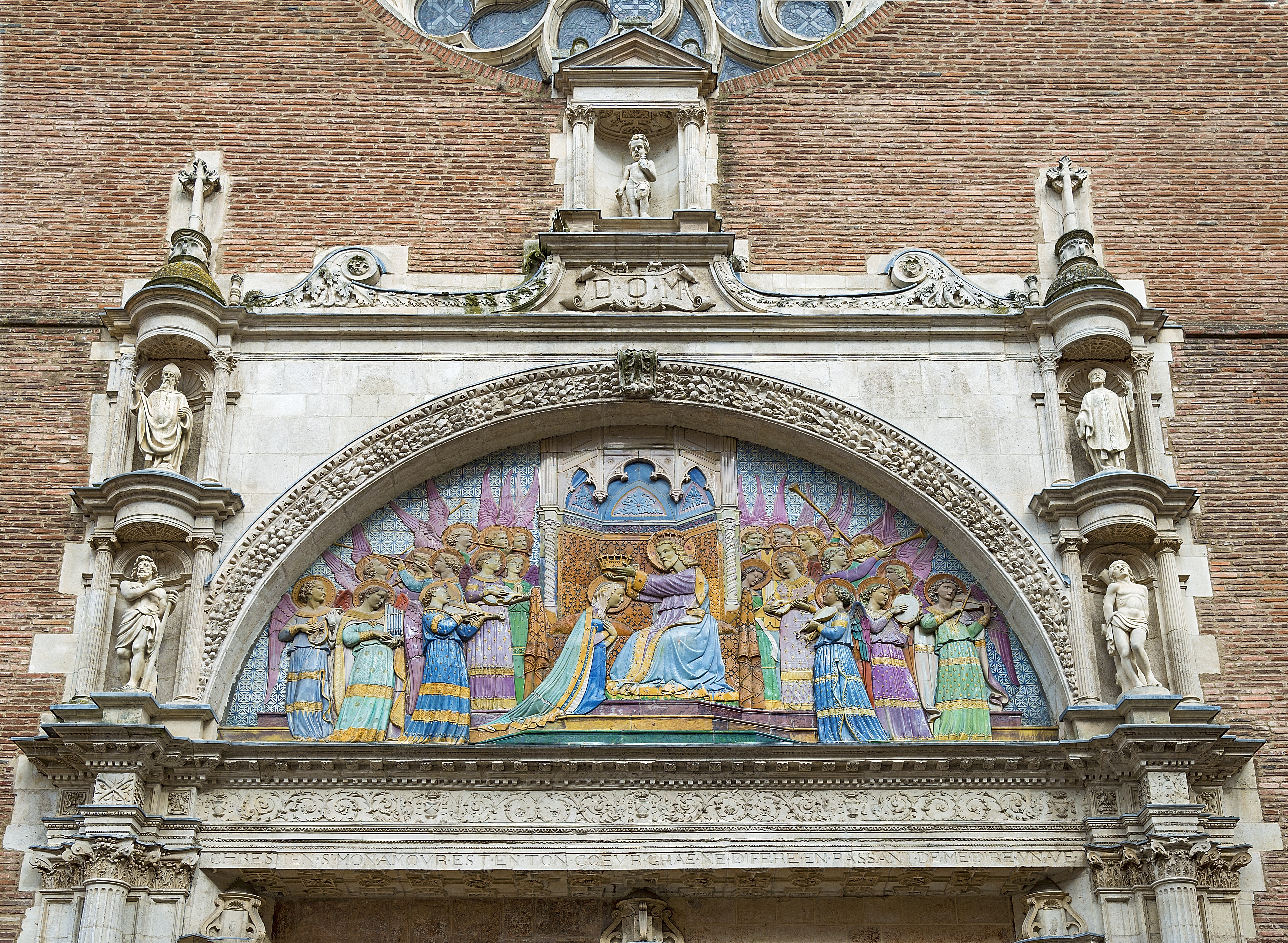
Tímpano de Iglesia de Nuestra Señora de la Dalbade  - Toulouse
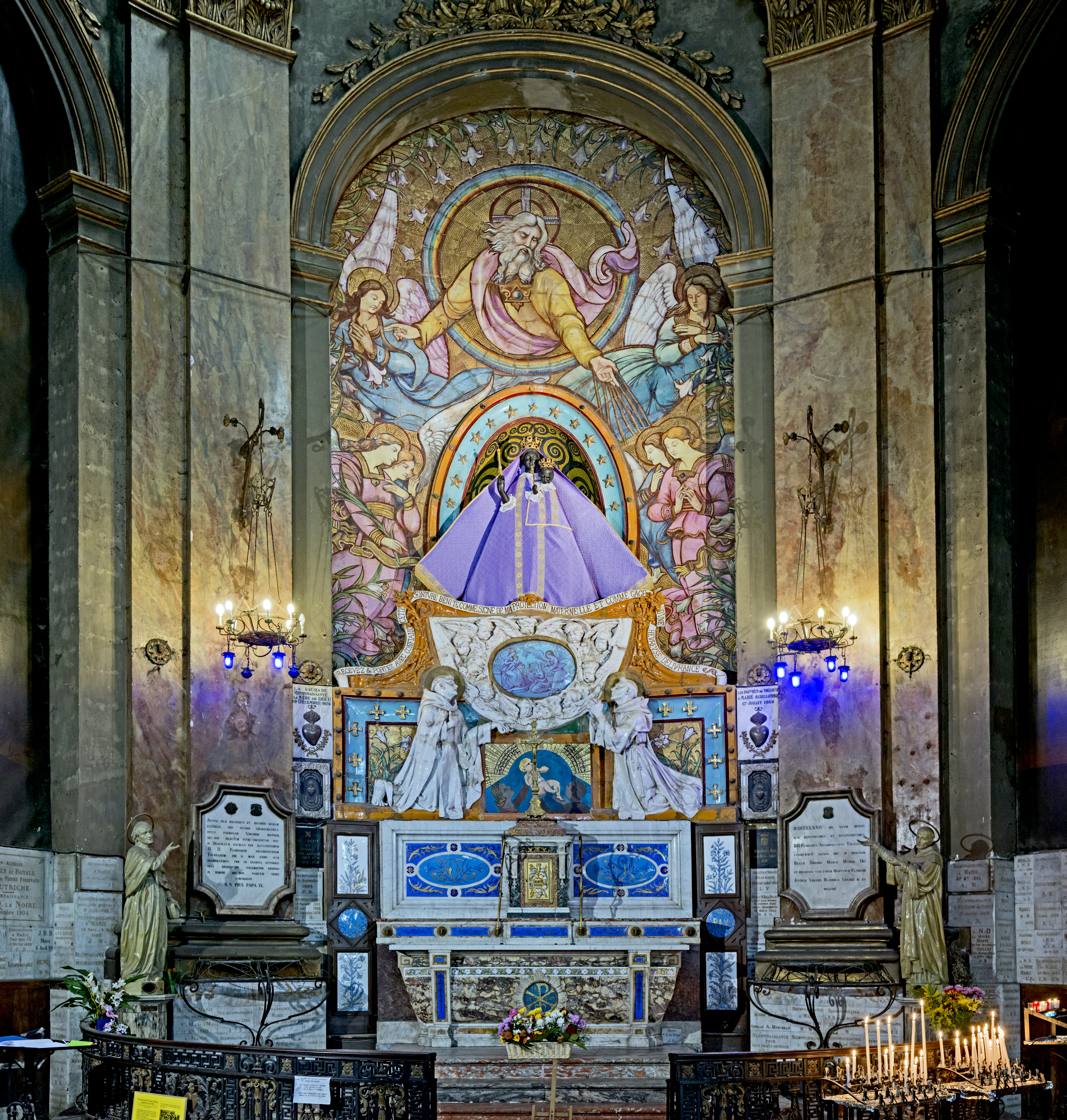
Altar de la Virgen Negra Basílica de la Dorada - Toulouse
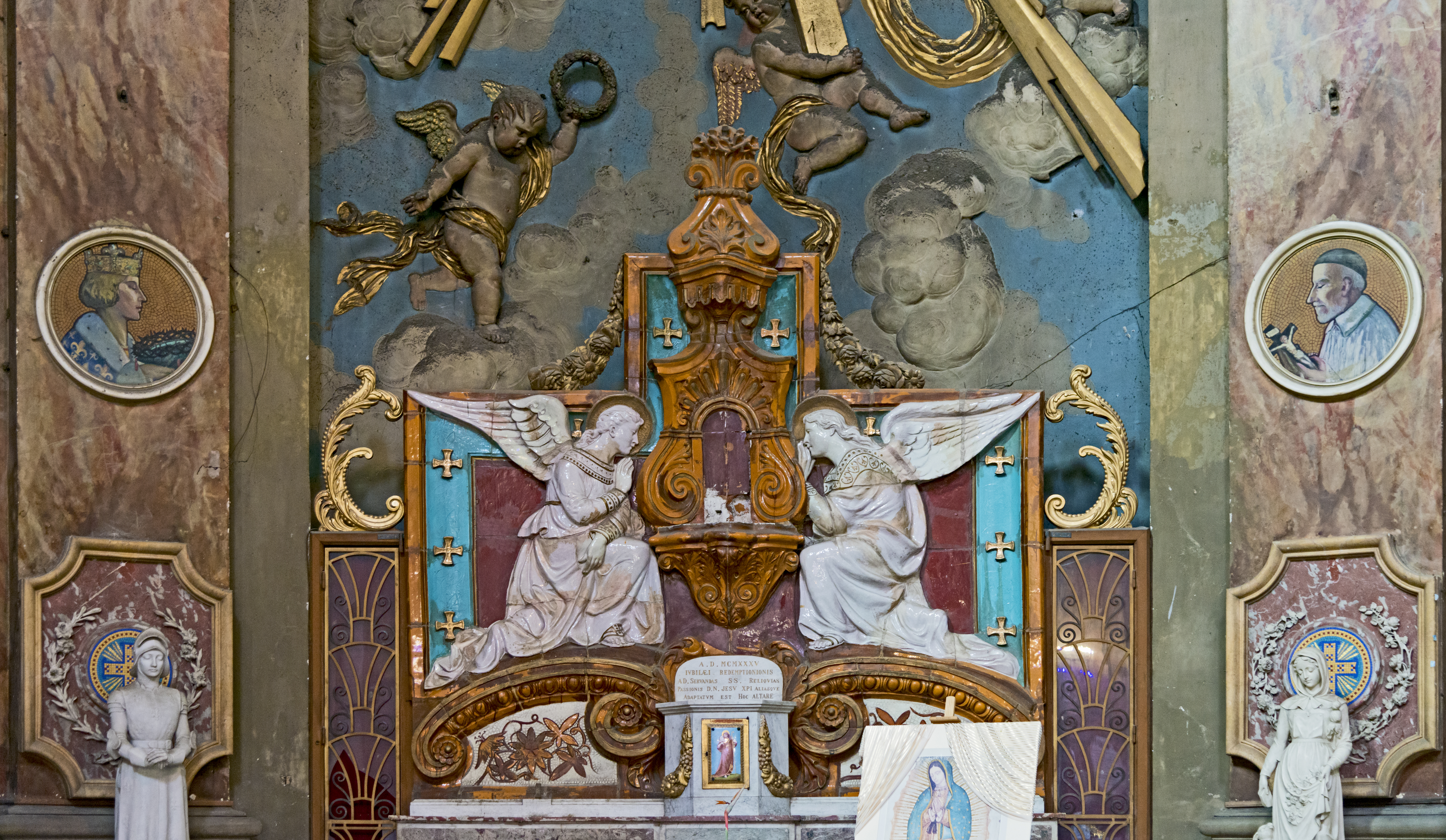
Los ángeles adoradores - Basílica de la Dorada de Toulouse
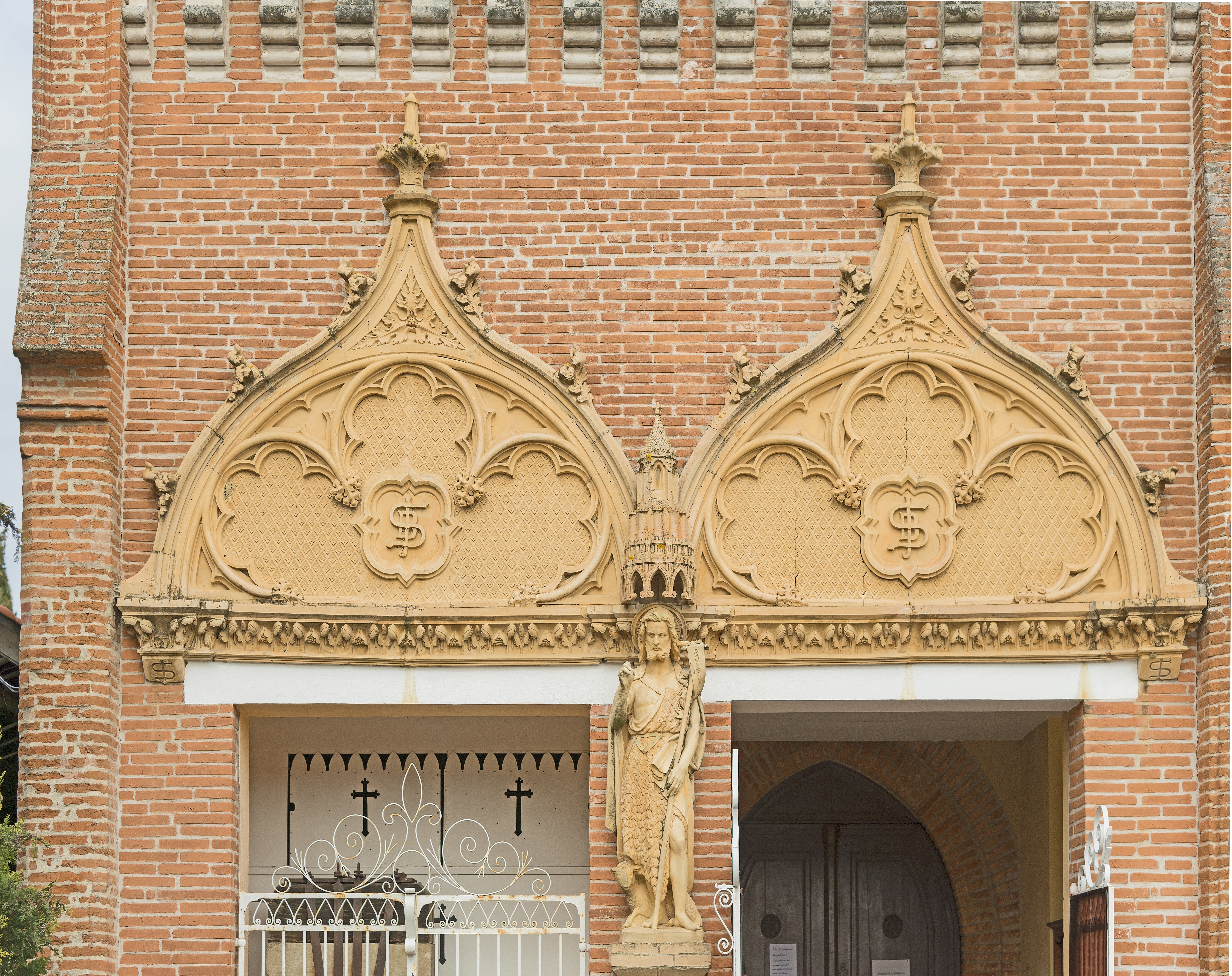
El bolsillo de la iglesia de Saint-Jean
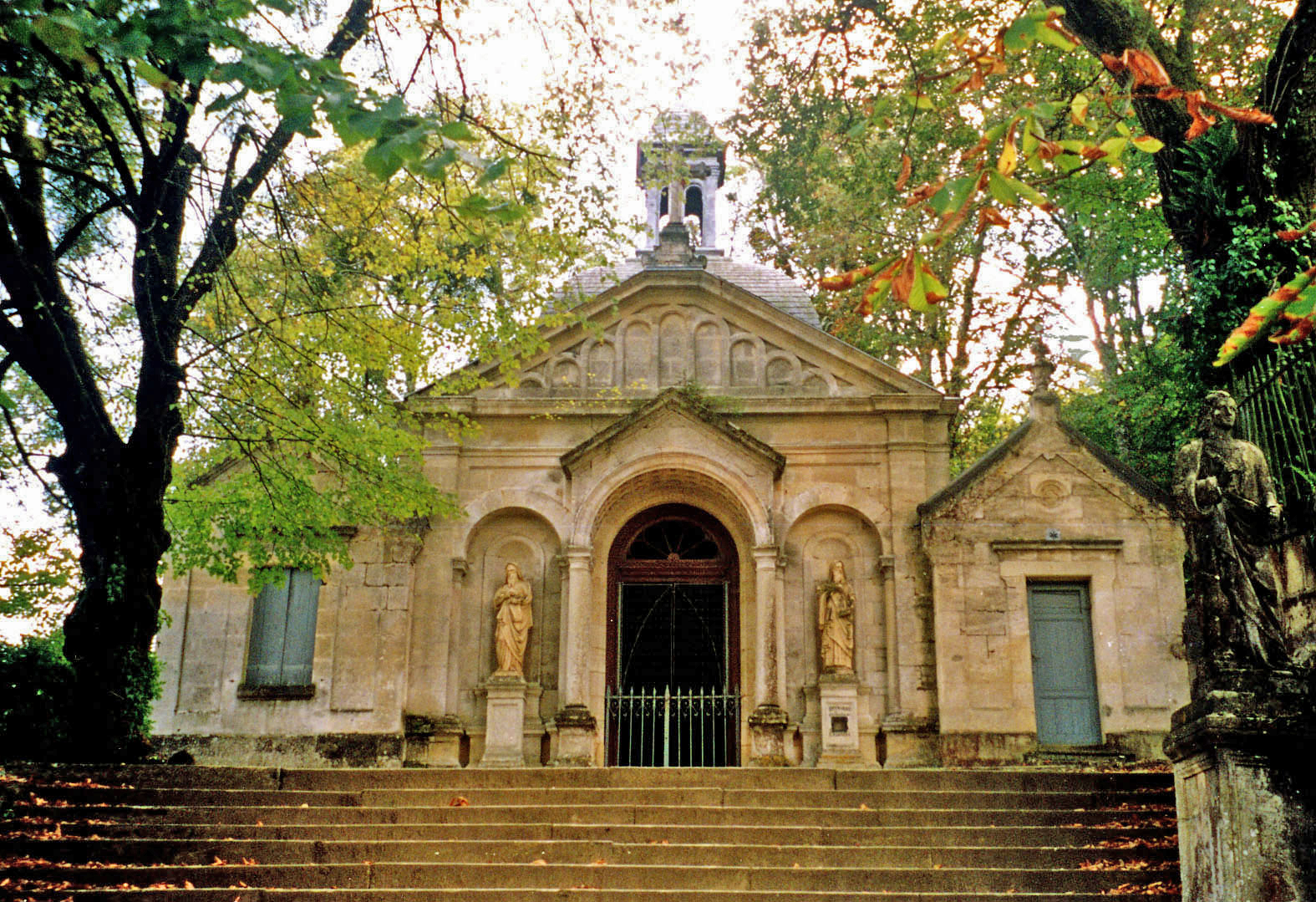
Capilla Verdelais
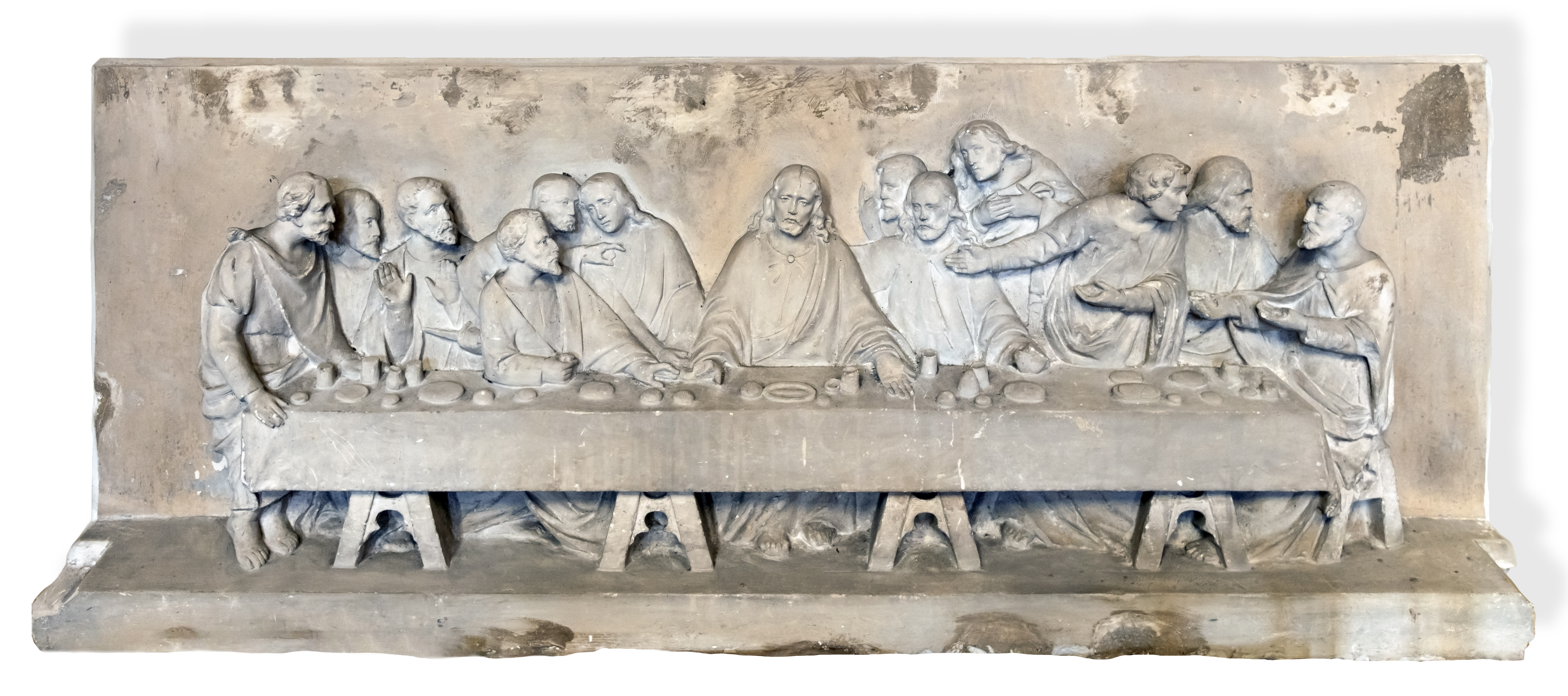
La última cena - Saint-Sulpice-la-Pointe